# Imperial Federation

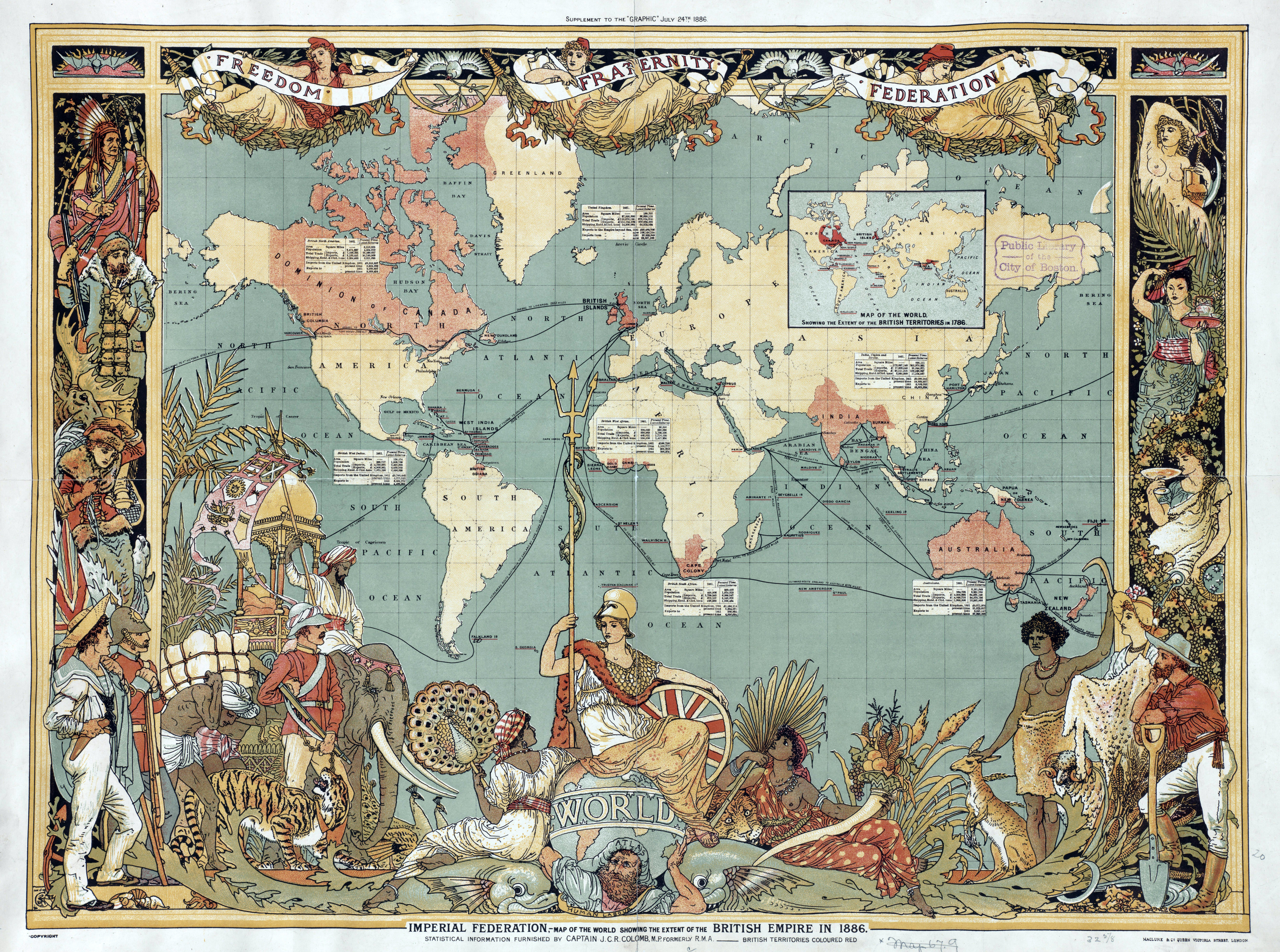
Karte des Britischen Empire im Jahr 1886 (vor der Expansion in Afrika)

Die Imperial Federation war eine Reihe von Vorschlägen aus dem späten 19. und frühen 20. Jahrhundert zur Schaffung einer föderalen Union als Ersatz für das bestehende Britische Empire, die als Alternative zum kolonialen Imperialismus präsentiert wurde. Ein solcher Vorschlag wurde nie angenommen, aber verschiedene Modelle waren in Australien, Kanada, Neuseeland und anderen Kolonialgebieten beliebt. Das Projekt wurde von Unionisten wie Joseph Chamberlain als Alternative zu William Gladstones Vorschlägen für eine Selbstverwaltung in Irland befürwortet.
Es wurden viele Vorschläge unterbreitet, aber keiner fand eine ausreichende Unterstützung. Die Imperial Federation League, die wichtigste Interessengruppe, spaltete sich 1893 in zwei Fraktionen, von denen die eine die Verteidigung des Empire und die andere den Handel mit den Kolonien befürwortete. Es wurden verschiedene Vorschläge unterbreitet, von denen die meisten einen Superstaat mit einem imperialen Parlament mit Sitz in London forderten. Solche Vorschläge wurden jedoch nie umgesetzt, und ab Mitte des 20. Jahrhunderts kam es schließlich zur Entkolonialisierung der meisten britischen Kolonien.
Das genannte Parlament sollte für Binnenhandel, Außenbeziehungen, die  Verteidigung und weitere Fragen zuständig sein, die die gesamte Föderation betrafen. Es sollte Vertreter aus Indien umfassen, die dieses direkt regieren würden, während die Dominions wie Australien, Kanada, Neuseeland, Neufundland und Südafrika sowie die Kronkolonien wie Zypern, Gibraltar, Malta und Singapur über eine interne Selbstverwaltung verfügen sollten, die jedoch weiterhin diesem neuen Parlament in London gegenüber rechenschaftspflichtig gewesen wäre, ähnlich der Devolution, die Nordirland, Schottland und Wales Ende des 20. Jahrhunderts gewährt wurde. Innerhalb der Föderation hätte auch Irland Selbstverwaltung erhalten, was den Unabhängigkeitsbestrebungen in Irland hätte entgegenkommen sollen.

## Motive

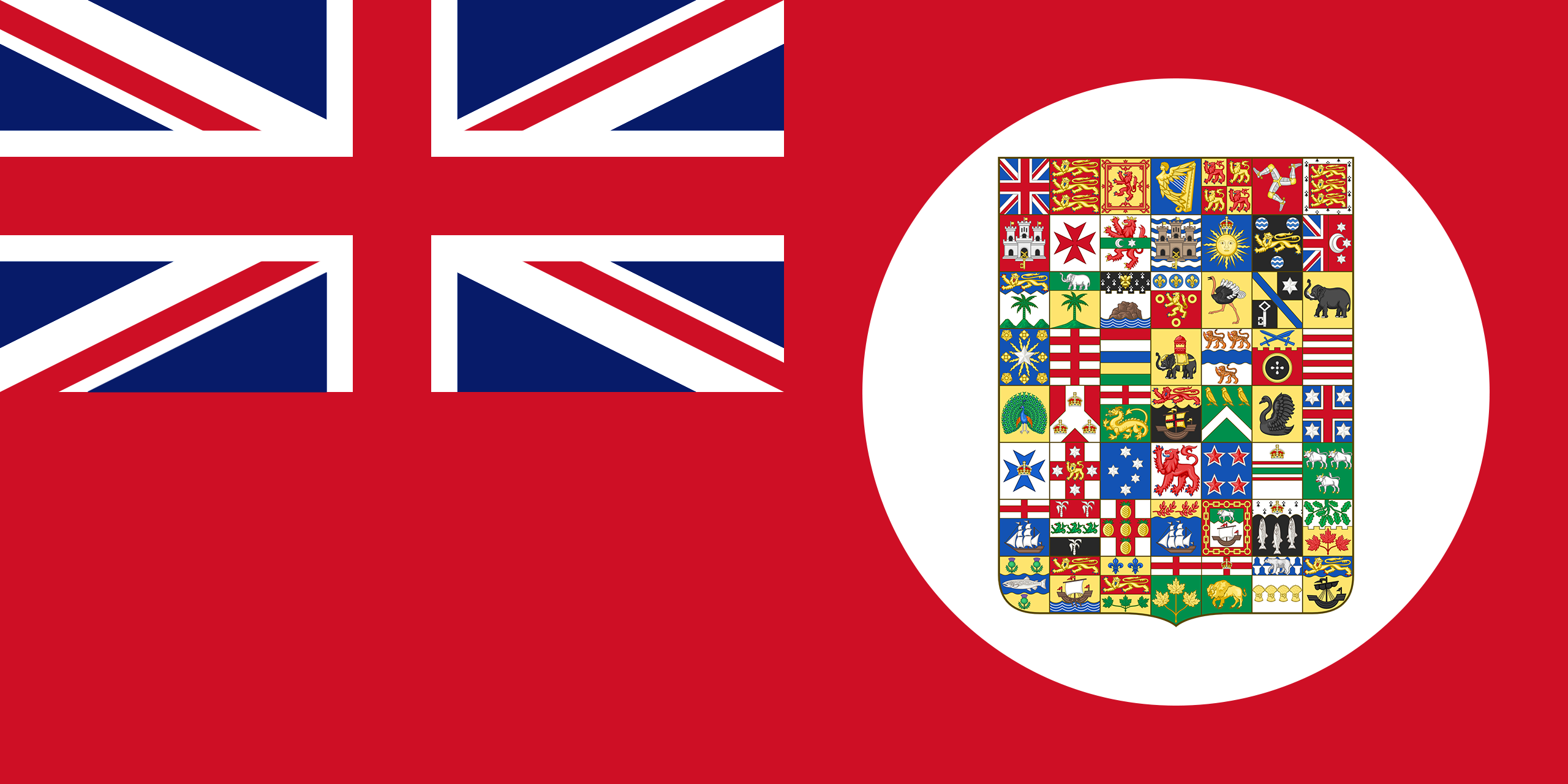
Vorgeschlagene Gemeinschaftsflagge für das Britische Empire mit den Wappen der Kolonien von 1901

In den 1880er Jahren umfasste das Britische Empire ein Viertel der Landfläche der Welt und ein Fünftel der Weltbevölkerung. Es bestand kein Zweifel an dem enormen Potenzial, und die politischen Eliten waren sich einig, dass große Möglichkeiten weitgehend ungenutzt blieben, weil es politisch und verfassungsrechtlich keine Einheit, keine gemeinsame Politik, keine vereinbarte zentrale Ausrichtung und keine „permanente bindende Kraft“ gab, wie Alfred Milner sagte. Es wurden Vereinigungen gegründet und Diskussionen geführt, um eine Lösung zu finden.
Das Britische Empire bestand gegen Anfang des 20. Jahrhunderts aus verschiedenen Kolonien, von denen einige weitgehend selbstverwaltete Dominions waren (Kanada, Neufundland, Australien, Neuseeland und Südafrika). Die meisten wurden von Kolonialbeamten regiert, darunter Indien, die Westindischen Inseln und Fidschi. Die Zukunft des Empire blieb ungewiss, da unklar war, wie sich die Situation entwickeln würde, wenn alle Kolonien schließlich erweiterte Selbstverwaltung erhalten würden. Unter diesen Bedingungen würde es immer schwerer werden, britische Interessen aufrechtzuerhalten.
Die Entstehung neuer nationaler Identitäten in den Dominions gab ebenfalls Anlass zur Sorge. Die wachsende Autonomie Kanadas, Australiens, Neuseelands und Südafrikas führte dazu, dass jedes dieser Länder ein eigenes Wappen annahm, anstatt weiterhin das des Vereinigten Königreichs zu verwenden. Einige waren der Meinung, dass der wachsende Status der Dominions in britischen Symbolen wie dem Union Jack nicht zum Ausdruck kam, was zu Forderungen nach der Schaffung einheitlicher Symbole wie einer Flagge des Britischen Empire führte, die die neue Realität repräsentieren sollte.
Die Schaffung einer imperialen Föderation wurde somit zu einem populären Alternativvorschlag zum bisherigen Imperialismus. Der Plan war nie konkret, aber der allgemeine Vorschlag sah vor, einen einzigen föderalen Staat aus allen Kolonien des Britischen Empire zu schaffen. Die Föderation hätte ein gemeinsames Parlament und würde als Superstaat regiert werden. Auf diese Weise könnte die imperiale Einheit gewahrt und gleichzeitig eine demokratische Regierung ermöglicht werden. Die Kolonien hätten ihren Einfluss vergrößert, während Großbritannien die Kosten für die Verteidigung des Empire hätte teilen können. Die besten Eigenschaften großer Staaten hätten mit den besten Eigenschaften kleiner Staaten kombiniert werden können. Dies wurde als Lösung für das Problem der Selbstverwaltung in Irland angesehen, da England, Schottland, Wales und Irland (zusammen mit den anderen Mitgliedern des Alten Commonwealth) ihre eigenen Parlamente gehabt hätten. Westminster wäre zu einem rein imperialen Zentrum geworden.
Befürworter der Föderation sahen für das Vereinigte Königreich zwei mögliche Zukunftsszenarien: eine imperiale Union seiner Kolonien, die aus verschiedenen ethnischen Gruppen bestehen, und eine weiterhin wichtige Rolle in globalen Angelegenheiten, oder die Auflösung des Empire und die Herabstufung des Landes zu einer Nation zweiter Klasse mit wenig bis gar keiner Machtprojektion. Auf Einwände, dass die Geografie einer Föderation in dieser Größenordnung entgegenstehe, wurde entgegnet, dass wissenschaftliche Fortschritte diese Schwierigkeit lösen würden. Edward Ellis Morris erinnerte die Zuhörer seiner Vorlesung im Jahr 1885 daran, dass es mittlerweile genauso einfach sei, London von Melbourne oder Singapur aus zu erreichen wie London von Orkney zur Zeit der Acts of Union 1707 oder Washington, D.C. von San Francisco vor 1869.
Albert Venn Dicey schlug 1897 in einer Rede vor den Fellows des All Souls College in Oxford eine angelsächsische „Intercitizenship“ vor.

## Organisationen
Die Imperial Federation League wurde 1884 in London gegründet, weitere Zweigstellen entstanden in Kanada, Australien, Neuseeland, Barbados und Britisch-Guayana. Der Vorschlag wurde zwar oft mit Teilen der britischen Konservativen Partei in Verbindung gebracht, war aber auch bei liberalen Imperialisten (Befürwortern des Neuen Imperialismus) wie William Edward Forster beliebt. Mehrere Mitglieder der Imperial Federation League waren von Ethnonationalismus motiviert und ließen sich von den Schriften von Theoretikern wie Sir Charles Dilke und John Robert Seeley inspirieren, um ein „größeres Großbritannien“ zu fordern, das auch die überwiegend weißen, selbstverwalteten Kolonien und Dominions umfassen sollte. Die Liga konnte sich nicht auf ihre Hauptaufgabe einigen, sich entweder auf Verteidigung oder Handel zu konzentrieren, und wurde 1893 aufgelöst.
Kanadische Befürworter einer imperialen Föderation wurden in der kanadischen Geschichtsschreibung seit Carl Bergers Buch „The Sense of Power“ (1970) als „kanadische Imperialisten“ (Canadian Imperialism) bezeichnet, und ihre Ideologie wurde als „kanadischer Imperialismus” bezeichnet, da diese Ideologie von kanadischem Nationalismus unterschieden wurde. Zu den bekannten kanadischen Imperialisten gehörten George Monro Grant, Sir George Robert Parkin, Stephen Leacock, Sir Sam Hughes, and George Taylor Denison III.
Im Jahr 1900 brachte Thomas Hedderwick, ein schottischer Abgeordneter der Liberalen Partei, das Thema im britischen Unterhaus zur Sprache. Er erinnerte das Unterhaus an die Verdienste von Dadabhai Naoroji und Mancherjee Bhownagree, zwei indischen Abgeordneten des Unterhauses, und stellte die Möglichkeit in den Raum, dass ein autonomes Indien eines Tages im Imperialen Parlament vertreten sein könnte.

## Hindernisse
Eines der größten Hindernisse für das Vorhaben war der wachsende Nationalismus in den Kolonien. Die Übertragung von Befugnissen an ein Superparlament, das sich aus vielen konkurrierenden Interessen zusammensetzte, wurde von den Gegnern als Kompromiss gegenüber den lokalen Parlamenten angesehen. Führende koloniale Befürworter einer imperialen Föderation, wie der australische Premierminister Alfred Deakin und der kanadische Minister für Miliz und Verteidigung Sir Sam Hughes, sahen in der Bewegung jedoch eine Möglichkeit, den Einfluss der Dominions auf die Verteidigung und Außenpolitik des Empire zu stärken. Die kolonialen Zweige der Imperial Federation League überlebten sogar die Auflösung des Hauptsitzes in London, der 1896 zusammenbrach, als es ihm nicht gelang, interne Streitigkeiten über die Handelspolitik des Empire beizulegen.
Während Joseph Chamberlain, Kolonialminister von 1895 bis 1903, der föderalen Idee wohlwollend gegenüberstand, wurden seine Vorschläge für einen ständigen Imperial Council oder Council of the Empire, eine Art imperialer Parlament, das für die Kolonialregierungen verbindliche Gesetze erlassen sollte, auf der Kolonialkonferenz von 1897 und den Kolonialkonferenzen von 1902 abgelehnt, da man befürchtete, dass ein solches System die Autonomie der Kolonien untergraben würde. Ebenso wurden Vorschläge zur Zentralisierung der Streitkräfte des Empire abgelehnt, ebenso wie seine Idee für eine Zollunion des Empire. Auf den folgenden Imperialkonferenzen wurden Vorschläge für einen Präferenzhandel innerhalb des Empire von den britischen liberalen Regierungen aufgrund ihrer Präferenz für den internationalen Freihandel abgelehnt. Erst auf der British Empire Economic Conference 1932 wurde die Imperial Preference eingeführt; diese Politik überlebte jedoch den Zweiten Weltkrieg nicht.

## Niedergang und Erbe
Die Unterstützung für eine britische Föderation schwand mit dem Ersten Weltkrieg, der in mehreren Dominions, insbesondere in Kanada und Australien, ein stärkeres Nationalbewusstsein hervorbrachte. Verteidigungsfragen und Probleme der imperialen Zusammenarbeit wurden teilweise durch das System der Kolonial- oder Imperialkonferenzen gelöst, und die wachsenden Unabhängigkeitsbestrebungen verschiedener Dominion-Regierungen führten zur Balfour-Erklärung von 1926 und zum Westminster-Statut von 1931. Auf Regierungsebene wurde das Thema zuletzt 1937 auf der Imperialkonferenz ernsthaft diskutiert und dann verworfen.
Die Idee der imperialen Einheit wurde nach dem Ersten Weltkrieg von Lionel Curtis und der Round Table-Bewegung weitergeführt, die bis heute als Forum und Förderer des Commonwealth of Nations besteht, sowie von der Royal Commonwealth Society, die sich für den Commonwealth einsetzt. Ideen zu einer engeren Zusammenarbeit innerhalb des Commonwealth bestehen (z. B. eine gemeinsame Freihandelszone), erwiesen sich jedoch politisch als schwer umsetzbar.
In jüngerer Zeit, nach der Entscheidung des Vereinigten Königreichs, die Europäische Union zu verlassen, haben viele der Konzepte hinter der Imperial Federation im Rahmen der CANZUK-Bewegung eine neue Bedeutung erhalten, die eine engere Zusammenarbeit zwischen Australien, Neuseeland, Kanada und dem Vereinigten Königreich vorsehen. Im August 2018 schlug die kanadische Konservative Partei einen CANZUK-Vertrag vor, der den freien Handel mit Waren und Dienstleistungen, visumfreie Reiseregelungen, gegenseitige Gesundheitsversorgung, mehr Wahlmöglichkeiten für Verbraucher, einen besseren Reiseschutz und die Koordinierung der Sicherheit zwischen den vier Ländern zum Ziel hat. Als mögliches Vorbild dafür könnte die bestehende Wirtschaftsunion zwischen Neuseeland und Australien fungieren. Die CANZUK-Idee wird von der Lobbyorganisation CANZUK International gefördert. Eine Umfrage der Royal Commonwealth Society aus dem Jahr 2016 ergab, dass 70 % der Australier den CANZUK-Vorschlag befürworteten, während 10 % dagegen waren. 75 % der Kanadier sprachen sich für die Idee aus, 15 % waren dagegen, und 82 % der Neuseeländer befürworteten die Idee, während 10 % dagegen waren. Eine Umfrage von YouGov aus dem Jahr 2015 ergab 58 % Zustimmung und 19 % Ablehnung in Großbritannien.